# Las obras de Jože Plečnik en Liubliana – Diseño urbano centrado en el ser humano
Las obras de Jože Plečnik en Liubliana - Diseño urbano centrado en el ser humano es un sitio del Patrimonio Mundial de la UNESCO en Liubliana, Eslovenia, inscrito en 2021. El sitio abarca algunas de las obras más destacadas del arquitecto esloveno Jože Plečnik en Liubliana. Durante el periodo de entreguerras, Plečnik trabajó para transformar Liubliana de ciudad provincial a capital de la nación eslovena creando una serie de espacios públicos e instituciones públicas e integrándolos en el tejido urbano preexistente. Entre los emplazamientos se encuentran la iglesia de San Miguel en Črna Vas, y los siguientes lugares de Liubliana: el paseo a lo largo de los terraplenes del río Ljubljanica y los puentes que lo cruzan, el "Paseo Verde": Calle Vegova con la Biblioteca Nacional y Universitaria desde la Plaza de la Revolución Francesa hasta la Plaza del Congreso y el Parque de las Estrellas, el Puente Trnovo, las Murallas Romanas en Mirje, la Iglesia de San Francisco de Asís y el Jardín de Todos los Santos en el Cementerio de Žale. 

## Lista de los sitios
El Patrimonio de la Humanidad comprende siete de las obras o conjuntos de Plečnik:
| Name                                               | Imagen                                                   | ID       | Coordenadas                                | Superficie            | Zona de amortiguación  | Descripción |
| -------------------------------------------------- | -------------------------------------------------------- | -------- | ------------------------------------------ | --------------------- | ---------------------- | ----------- |
| Puente de Trnovo                                   | Puente de Trnovo con la iglesia de Trnovo al fondo       | 1643-001 | 46°02′36″N 14°30′08″E / 46.04333, 14.50222 | N/A                   | N/A                    |             |
| Paseo verde por la calle Vegova                    | Plaza del Congreso con el castillo de Liubliana al fondo | 1643-002 | 46°02′52″N 14°30′12″E / 46.04778, 14.50333 | N/A                   | N/A                    |             |
| Arco. Mercado de Plečnik                           |                                                          | 1643-003 | 46°02′56″N 14°30′20″E / 46.04889, 14.50556 | 12,388 ha (30,6 acre) | N/A                    |             |
| Paseo por los diques y puentes del río Ljubljanica |                                                          | 1643-003 | 46°02′56″N 14°30′20″E / 46.04889, 14.50556 | 12,388 ha (30,6 acre) | N/A                    |             |
| Murallas romanas en Mirje                          | Murallas romanas reconstruidas a lo largo de una calzada | 1643-004 | 46°02′45″N 14°29′54″E / 46.04583, 14.49833 | 0,72 ha (1,8 acre)    | 1,055 ha (2,6 acre)    |             |
| Iglesia de San Miguel                              |                                                          | 1643-005 | 46°00′44″N 14°30′21″E / 46.01222, 14.50583 | 0,281 ha (0,7 acre)   | 12,984 ha (32,1 acre)  |             |
| Iglesia de San Francisco de Asís                   |                                                          | 1643-006 | 46°04′06″N 14°29′49″E / 46.06833, 14.49694 | 1,079 ha (2,7 acre)   | 30,23 ha (74,7 acre)   |             |
| Plečnik's, Žale - Jardín de Todos los Santos       |                                                          | 1643-007 | 46°04′03″N 14°31′43″E / 46.06750, 14.52861 | 1,323 ha (3,3 acre)   | 45,752 ha (113,1 acre) |             |